# Novoilarionivske, Sînelnîkove
Novoilarionivske (în ucraineană Новоіларіонівське) este un sat în comuna Pîsarivka din raionul Sînelnîkove, regiunea Dnipropetrovsk, Ucraina.

## Demografie
Componența lingvistică a localității Novoilarionivske
     Ucraineană (95,76%)
     Rusă (3,64%)
     Alte limbi (0,61%)
Conform recensământului din 2001, majoritatea populației localității Novoilarionivske era vorbitoare de ucraineană (95,76%), existând în minoritate și vorbitori de rusă (3,64%).